# Station Chur
Het station Chur (Duits: Bahnhof Chur) is het belangrijkste spoorwegstation van het Zwitsers kanton Graubünden. Het is het hoofdstation van de kantonhoofdplaats Chur. Het is een belangrijk knooppunt in het Zwitsers spoorwegnet en de aansluiting van het federale net SBB-CFF-FFS met het treinnetwerk van de Rhätische Bahn.
Het station is de terminus van de Rheintallijn (SBB) en de Chur–Arosa-Bahn (RhB) en ligt aan de spoorlijn Landquart-Thusis / Landquart-Disentis/Mustér (RhB).
De SBB lijn en de lijnen naar Landquart, Disentis en Thusis van de Rhätische Bahn vertrekken van de perrons met respectievelijk normaalspoor en meterspoor.
De RhB-lijn Chur-Arosa vertrekt vanop het stationsplein voor het station en rijdt de eerste anderhalve kilometer door de straten van het stadscentrum, met meterspoor weggewerkt in het wegdek.
Het station wordt ook bediend door de Glacier Express die sinds 1930 St. Moritz met Zermatt verbindt. Sinds 1987 is het station de terminus van de Rätia, een dagelijkse internationale verbinding met Hamburg. Tussen 2011 en 2014 was de trein het eindpunt van de internationale trein Vauban die Chur toen met Strasbourg, Luxemburg en Brussel verbond.
Een grondige vernieuwing van het station begon in 2000. Dit was een gezamenlijk project van de SBB, de RhB en de stad Chur. De perronhoogte werd voor alle perrons verhoogd tot een hoogte van 55 cm, gebruikelijk in Zwitserland, de daken boven de perrons werden vernieuwd. Er kwam een nieuwe winkelpassage. Het oude station, de zogenaamde Belle Époque, werd in 2007 uitgebreid gerenoveerd en afgerond. De terminal van de stadsbus Chur werd ook dichter bij het treinstation gebracht en heeft nu een directe verbinding met de ondergrondse winkelpassage.
Boven de sporen werd een grote glazen koepel geconstrueerd waaronder het busstation van de postautobuslijnen is gevestigd. Dit platform waar tientallen bussen gelijktijdig kunnen gestationeerd worden, sluit aan op het wegdek van het viaduct over de sporen in de Gürtelstrasse.

## Treindiensten

### Nationale treindiensten
| Serie | Treinsoort            | Route                                                              | Bijzonderheden |
| ----- | --------------------- | ------------------------------------------------------------------ | -------------- |
| IC 3  | Intercity (SBB)       | Basel SBB – Zürich HB – Sargans – Landquart – Chur                 |                |
| IR 13 | InterRegio (SBB)      | Zürich HB – Winterthur – Sankt Gallen – Sargans – Landquart – Chur |                |
| IR 35 | InterRegio (SBB, SOB) | Bern – Olten – Zürich HB – Sargans – Chur                          |                |

### Regionaal treinverkeer
| Serie | Treinsoort                   | Route                                                               | Bijzonderheden |
| ----- | ---------------------------- | ------------------------------------------------------------------- | -------------- |
| S 1   | S-Bahn Chur (RhB)            | Rhäzüns – Reichenau-Tamins – Chur West – Chur – Landquart – Schiers |                |
| S 2   | S-Bahn Chur (RhB)            | Thusis – Rhäzüns – Reichenau-Tamins – Chur West – Chur              |                |
| S 12  | S-Bahn Sankt Gallen (Thurbo) | Sargans – Landquart – Chur                                          |                |

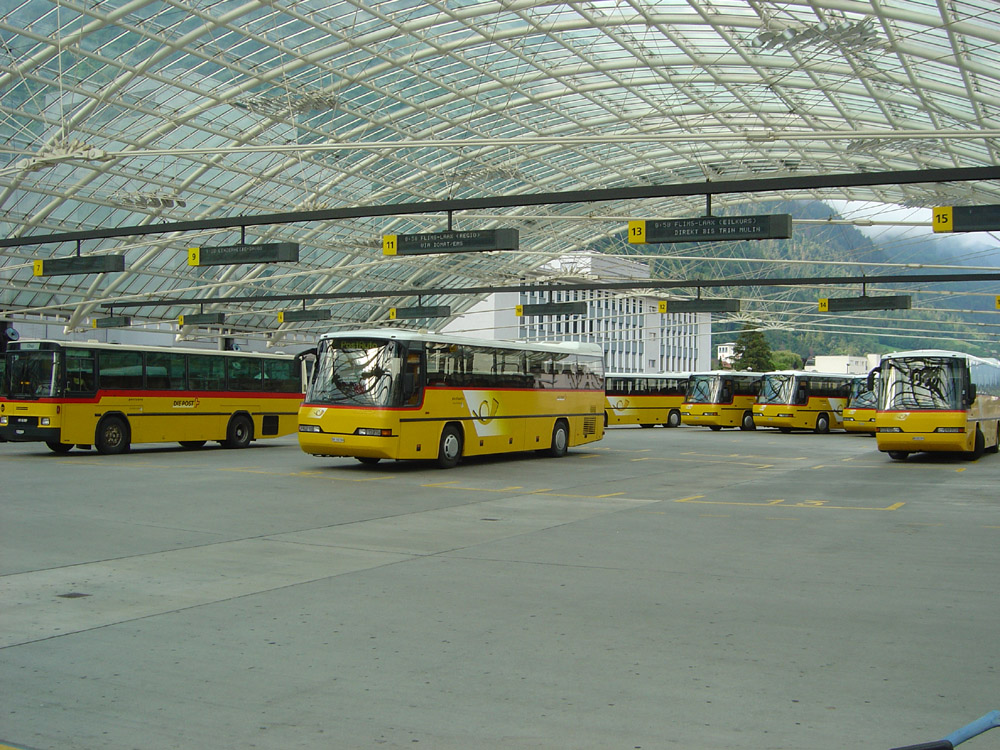
Postbusstation
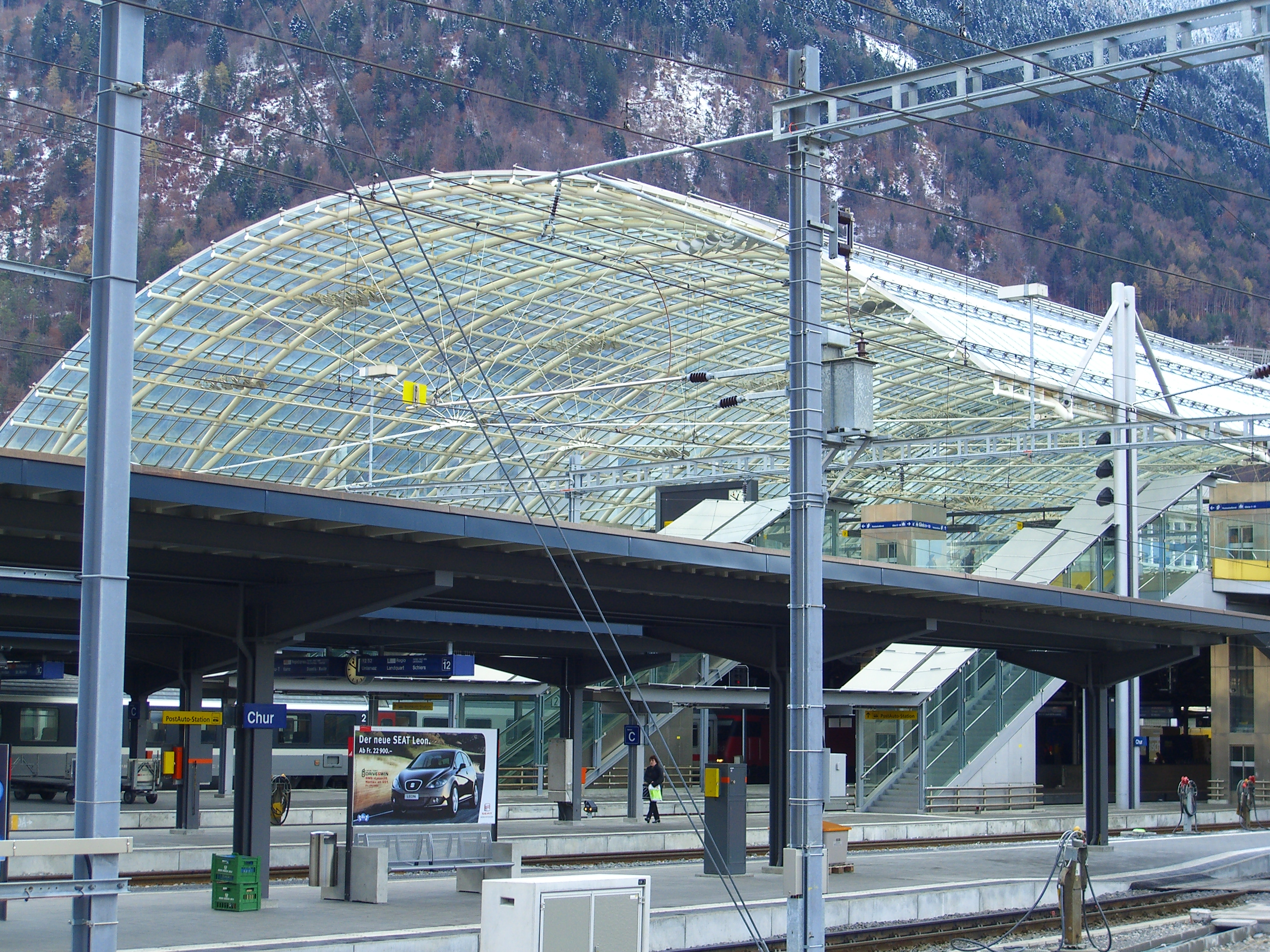
Busstation boven het station